# Centro Cultural e Desportivo de Santa Eulália
El CCD Santa Eulália es un equipo de fútbol amateur de Portugal que milita en el Liga Regional de Braga, la cuarta liga de fútbol más importante del país.

## Historia
Fue fundado en el año 1978 en la ciudad de Santa Eulália del concejo de Vizela en el distrito de Braga y nunca han jugado en la Primeira Liga, teniendo como principal logro el ascenso a la desaparecida Tercera División de Portugal en la temporada 2011/12, aunque solo duraron en ella una temporada tras ganar su primer título distrital, así como el hecho de ganar dos títulos regionales.

## Palmarés
- Liga Regional de Braga: 1

2013/14
- Segunda Liga de Braga: 1

2011/12
- Copa de Campeones de Minho: 1

2014